# Imma eriospila
Imma eriospila är en fjärilsart som beskrevs av Edward Meyrick 1922. Imma eriospila ingår i släktet Imma och familjen Immidae. Inga underarter finns listade i Catalogue of Life.